# Mouvement Baodiao
 (septembre 2012).
Si vous disposez d'ouvrages ou d'articles de référence ou si vous connaissez des sites web de qualité traitant du thème abordé ici, merci de compléter l'article en donnant les références utiles à sa vérifiabilité et en les liant à la section « Notes et références ».

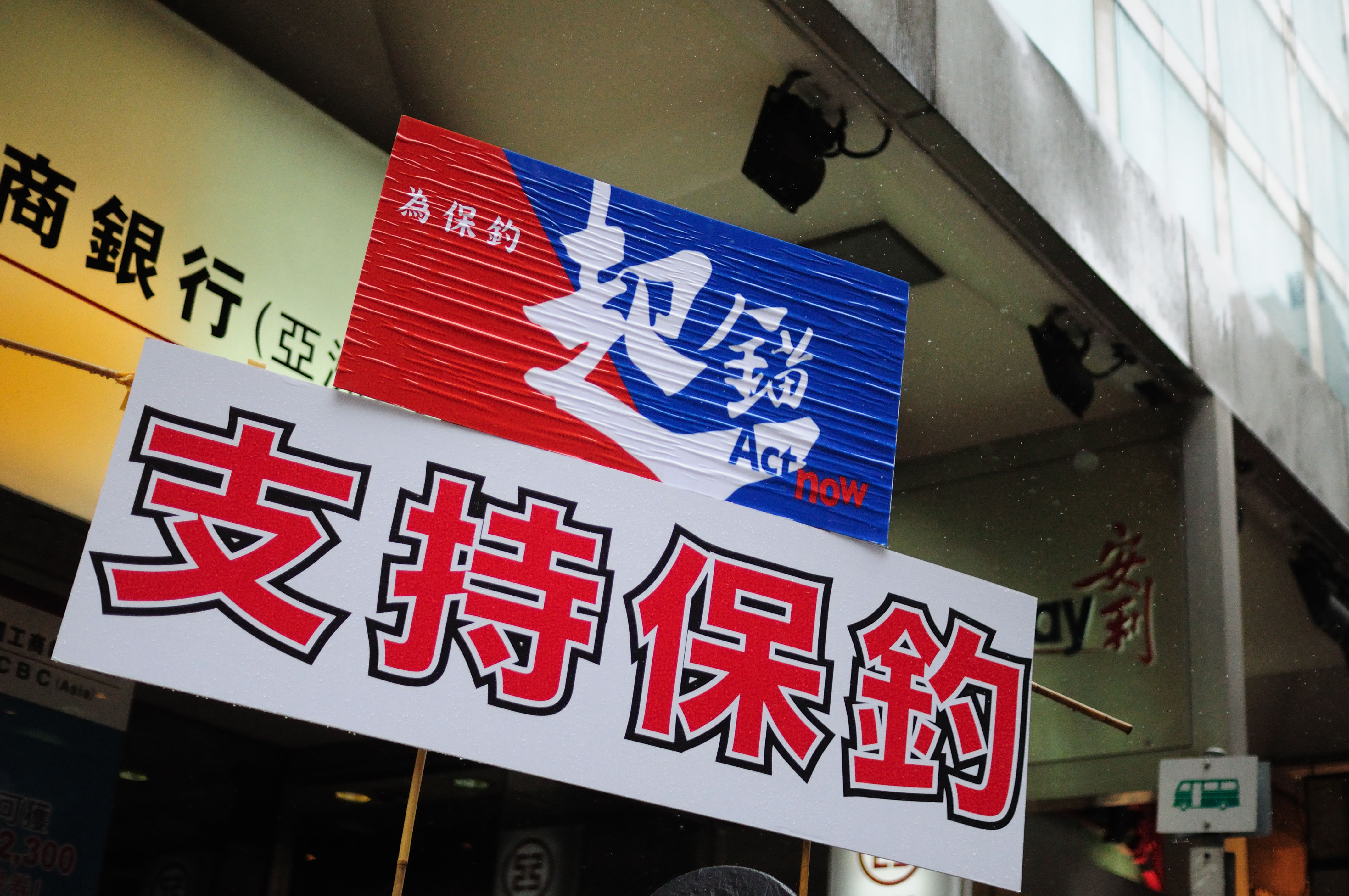
Banderoles Act Now du mouvement Baodiao. Manifestation organisée à Hong Kong à l'occasion du des manifestations de la place Tiananmen en 1989.

Le mouvement Baodiao (chinois simplifié : 保钓运动 ; chinois traditionnel : 保釣運動), mouvement de défense des Diaoyu en français, est un mouvement populaire d'inspiration nationaliste, lancé en réponse à la question de la souveraineté sur les îles Diaoyutai par les habitants de Hong Kong, Taiwan et de la république populaire de Chine depuis le début des années 1970. Il est piloté par la Fédération chinoise de défense des îles Diaoyu. Ce mouvement s'est progressivement étendu l'ensemble de la diaspora chinoise.

## Situation et contexte géopolitique des îles Diaoyutai
Les îles Senkaku (尖閣諸島, Senkaku-shotō, littéralement « archipel Senkaku ») en japonais, Diaoyutai (chinois simplifié : 钓鱼台群岛 ; chinois traditionnel : 釣魚台群島 ; pinyin : Diàoyútái Qúndǎo) en chinois, se situent au nord-est de Taïwan et au sud-ouest d'Okinawa Hontō en mer de Chine orientale. Administrativement, elles dépendent de la ville d'Ishigaki sur l'île éponyme de la préfecture d'Okinawa (Japon). Géographiquement, elles font partie de l'archipel Sakishima, avec les îles Yaeyama et les Miyako (plus au sud), et donc des îles Ryūkyū. 
Ces îles sont revendiquées depuis la fin des années 1960 par la république de Chine (Taïwan) qui les rattache à la ville de Toucheng dans le comté de Yilan, comme par la république populaire de Chine qui les rattache à la province de Taïwan. Un moment mis entre parenthèses entre 1978 et 1996 à la suite de la signature d'un accord diplomatique sino-japonais, le conflit est relancé lorsque des nationalistes japonais, Nihon Seinensha (Fédération de la jeunesse japonaise), un mouvement rattaché au principal groupe Yakuza, Sumiyoshi-kai (), construisent un phare sur l'ilot nord des Senkaku,. 

## Actions
- En 2004, des activistes chinois du mouvement débarquent sur les îles et sont arrêtés ; deux jours plus tard, le premier ministre japonais Jun'ichirō Koizumi demande leur renvoi en Chine.
- En octobre 2007, le Japon dénonce la tentative de débarquement de militants nationalistes chinois du mouvement Baodiao.
- Le 10 juin 2008, un bateau de pêche taïwanais affecté par les activistes du mouvement et un bateau de la garde côtière du Japon entrent en collision. Le ministère des Affaires étrangères taïwanais rappelle à Taipei son représentant à Tokyo, et demande des excuses et une compensation de la part du Japon. Quelques jours plus tard, un bateau de nationalistes escorté par neuf patrouilleurs militaires taïwanais vient tourner autour d'Uotsuri-jima, avant de retourner à Taïwan ; le Japon appelle alors à « gérer cette question calmement ».
- Le 25 septembre 2012, 81 chalutiers taïwanais accompagnés d'une dizaine de patrouilleurs des garde-côtes taïwanais se trouvaient au large des îles Senkaku/Diaoyutai, défendant la souveraineté de la république de Chine (Taïwan) sur ces îles ainsi les droits de pêche de Taiwan dans la zone[4]. Les banderoles du mouvement Baodiao sont déployées sur les chalutiers. S'ensuivit un accrochage avec les garde-côtes japonais, qui ont fait usage de canons à eau[5],[6]. Le président de la république de Chine (Taïwan) Ma Ying-jeou a apporté un soutien sans réserve à cette action, ont indiqué ses services dans un communiqué[7].